# Premier League 2014/2015
Soutěžní ročník Premier League 2014/15 (podle hlavního sponzora známá jako Barclays Premier League) byl 116. ročníkem nejvyšší anglické fotbalové ligy a 22. ročníkem od založení Premier League. Soutěž byla započata 16. srpna 2014 a poslední kolo se odehrálo 24. května 2015. Svůj pátý titul vybojoval londýnský tým Chelsea.

## Složení ligy v ročníku 2014/15
Soutěže se již tradičně účastnilo 20 celků. K prvním sedmnácti z minulého ročníku se připojili nováčci Leicester City a Burnley, kteří si účast zajistili již v základní části předcházejícího ročníku Championship, a Queens Park Rangers, ten si účast vybojoval vítězstvím v play off. Opačným směrem putovala mužstva Norwiche, Fulhamu a Cardiffu.
| Klub                 | 2013/14          | Město              | Stadión            |
| -------------------- | ---------------- | ------------------ | ------------------ |
| Manchester City      | Zlatá medaile    | Manchester         | Etihad Stadium     |
| Liverpool            | Stříbrná medaile | Liverpool          | Anfield Road       |
| Chelsea              | Bronzová medaile | Londýn             | Stamford Bridge    |
| Arsenal              | 4.               | Londýn             | Emirates Stadium   |
| Everton              | 5.               | Liverpool          | Goodison Park      |
| Tottenham Hotspur    | 6.               | Londýn             | White Hart Lane    |
| Manchester United    | 7.               | Manchester         | Old Trafford       |
| Southampton          | 8.               | Southampton        | St Mary's Stadium  |
| Stoke City           | 9.               | Stoke              | Britannia Stadium  |
| Newcastle United     | 10.              | Newcastle          | St James' Park     |
| Crystal Palace       | 11.              | Londýn             | Selhurst Park      |
| Swansea City         | 12.              | Swansea            | Liberty Stadium    |
| West Ham United      | 13.              | Londýn             | The Boleyn Ground  |
| Sunderland           | 14.              | Sunderland         | Stadium of Light   |
| Aston Villa          | 15.              | Birmingham         | Villa Park         |
| Hull City            | 16.              | Kingston upon Hull | KC Stadium         |
| West Bromwich Albion | 17.              | West Bromwich      | The Hawthorns      |
| Leicester City       | Championship     | Leicester          | King Power Stadium |
| Burnley              | Championship     | Burnley            | Turf Moor          |
| Queens Park Rangers  | Championship     | Londýn             | Loftus Road        |

### Realizační týmy a dresy
| Klub                 | Trenér              | Kapitán            | Výrobce dresu | Sponzor dresu      |
| -------------------- | ------------------- | ------------------ | ------------- | ------------------ |
| Arsenal              | Arsène Wenger       | Mikel Arteta       | Puma          | Emirates           |
| Aston Villa          | Tim Sherwood        | Fabian Delph       | Macron        | dafabet            |
| Burnley              | Sean Dyche          | Jason Shackell     | Puma          | fun88              |
| Chelsea              | José Mourinho       | John Terry         | Adidas        | Samsung            |
| Crystal Palace       | Alan Pardew         | Mile Jedinak       | Macron        | Neteller           |
| Everton              | Roberto Martínez    | Phil Jagielka      | Umbro         | Chang              |
| Hull City            | Steve Bruce         | Curtis Davies      | Umbro         | 12BET              |
| Leicester City       | Nigel Pearson       | Wes Morgan         | Puma          | King Power         |
| Liverpool            | Brendan Rodgers     | Steven Gerrard     | Warrior       | Standard Chartered |
| Manchester City      | Manuel Pellegrini   | Vincent Kompany    | Nike          | Etihad Airways     |
| Manchester United    | Louis van Gaal      | Wayne Rooney       | Nike          | Chevrolet          |
| Newcastle United     | John Carver         | Fabricio Coloccini | Puma          | Wonga              |
| Queens Park Rangers  | Chris Ramsey        | Clint Hill         | Nike          | AirAsia            |
| Southampton          | Ronald Koeman       | José Fonte         |               | Veho               |
| Stoke City           | Mark Hughes         | Ryan Shawcross     | Warrior       | Bet365             |
| Sunderland           | Dick Advocaat       | John O'Shea        | Adidas        | BFS Group          |
| Swansea City         | Garry Monk          | Ashley Williams    | Adidas        | GWFX               |
| Tottenham Hotspur    | Mauricio Pochettino | Younès Kaboul      | Under Armour  | AIA                |
| West Bromwich Albion | Tony Pulis          | Darren Fletcher    | Adidas        | Intuit QuickBooks  |
| West Ham United      | Sam Allardyce       | Kevin Nolan        | Adidas        | Betway             |

### Trenérské změny
| Klub                 | Odcházející trenér  | Důvod odchodu            | Datum odchodu     | Pozice v tabulce | Příchozí trenér     | Datum příchodu  |
| -------------------- | ------------------- | ------------------------ | ----------------- | ---------------- | ------------------- | --------------- |
| West Bromwich Albion | Pepe Mel            | Vzájemná dohoda          | 12. května 2014   | Před sezónou     | Alan Irvine         | 14. června 2014 |
| Tottenham Hotspur    | Tim Sherwood        | Vyhozen                  | 13. května 2014   | Před sezónou     | Mauricio Pochettino | 27. května 2014 |
| Southampton          | Mauricio Pochettino | Přesun do Tottenhamu     | 27. května 2014   | Před sezónou     | Ronald Koeman       | 16. června 2014 |
| Crystal Palace       | Tony Pulis          | Vzájemná dohoda          | 14. srpna 2014    | Před sezónou     | Neil Warnock        | 27. srpna 2014  |
| Crystal Palace       | Neil Warnock        | Vyhozen                  | 27. prosince 2014 | 18. místo        | Alan Pardew         | 2. ledna 2015   |
| West Bromwich Albion | Alan Irvine         | Vyhozen                  | 29. prosince 2014 | 16. místo        | Tony Pulis          | 1. ledna 2015   |
| Newcastle United     | Alan Pardew         | Přesun do Crystal Palace | 2. ledna 2015     | 10. místo        | John Carver         | 26. ledna 2015  |
| Queens Park Rangers  | Harry Redknapp      | Rezignace                | 3. února 2015     | 19. místo        | Chris Ramsey        | 12. února 2015  |
| Aston Villa          | Paul Lambert        | Vyhozen                  | 11. února 2015    | 18. místo        | Tim Sherwood        | 14. února 2015  |
| Sunderland           | Gus Poyet           | Vyhozen                  | 16. března 2015   | 17. místo        | Dick Advocaat       | 17. března 2015 |

## Tabulka
| Poř. | Tým                  | Z  | V  | R  | P  | VG | OG | B  |
| ---- | -------------------- | -- | -- | -- | -- | -- | -- | -- |
| 1.   | Chelsea              | 38 | 26 | 9  | 3  | 73 | 32 | 87 |
| 2.   | Manchester City      | 38 | 24 | 7  | 7  | 83 | 38 | 79 |
| 3.   | Arsenal              | 38 | 22 | 9  | 7  | 71 | 36 | 75 |
| 4.   | Manchester United    | 38 | 20 | 10 | 8  | 62 | 37 | 70 |
| 5.   | Tottenham Hotspur    | 38 | 19 | 7  | 12 | 58 | 53 | 64 |
| 6.   | Liverpool 1          | 38 | 18 | 8  | 12 | 52 | 48 | 62 |
| 7.   | Southampton 1        | 38 | 18 | 6  | 14 | 54 | 33 | 60 |
| 8.   | Swansea City         | 38 | 16 | 8  | 14 | 46 | 49 | 56 |
| 9.   | Stoke City           | 38 | 15 | 9  | 14 | 48 | 45 | 54 |
| 10.  | Crystal Palace       | 38 | 13 | 9  | 16 | 47 | 51 | 48 |
| 11.  | Everton              | 38 | 12 | 11 | 15 | 48 | 50 | 47 |
| 12.  | West Ham United 2    | 38 | 12 | 11 | 15 | 44 | 47 | 47 |
| 13.  | West Bromwich Albion | 38 | 11 | 11 | 16 | 38 | 51 | 44 |
| 14.  | Leicester City       | 38 | 11 | 8  | 19 | 46 | 55 | 41 |
| 15.  | Newcastle United     | 38 | 10 | 9  | 19 | 40 | 63 | 39 |
| 16.  | Sunderland           | 38 | 7  | 17 | 14 | 31 | 53 | 38 |
| 17.  | Aston Villa          | 38 | 10 | 8  | 20 | 31 | 57 | 38 |
| 18.  | Hull City            | 38 | 8  | 11 | 19 | 33 | 51 | 35 |
| 19.  | Burnley              | 38 | 7  | 12 | 19 | 28 | 53 | 33 |
| 20.  | Queens Park Rangers  | 38 | 8  | 6  | 24 | 42 | 73 | 30 |

Poznámky
- 1  Kluby Liverpool a Southampton se dostaly do Evropské ligy díky tomu, že v obou anglických pohárech zvítězily výše postavené celky v lize. Ligový pohár získala Chelsea a FA Cup získal Arsenal.
- 2  West Ham získal možnost startu v 1. předkole Evropské ligy díky tomu, že UEFA uvolňuje několik míst pro týmy na základě fair play.

|  | Přímý postup do Ligy mistrů 2015/16              |
|  | Postup do play-off Ligy mistrů 2015/16           |
|  | Přímý postup do Evropské Ligy UEFA 2015/16       |
|  | Postup do 3. předkola Evropské Ligy UEFA 2015/16 |
|  | Postup do 1. předkola Evropské Ligy UEFA 2015/16 |
|  | Sestup do EFL Championship                       |

## Statistiky

### Střelci

#### Nejlepší střelci
|     | Hráč              | Klub                 | Góly |
| --- | ----------------- | -------------------- | ---- |
| 1.  | Sergio Agüero     | Manchester City      | 26   |
| 2.  | Harry Kane        | Tottenham Hotspur    | 21   |
| 3.  | Diego Costa       | Chelsea              | 20   |
| 4.  | Charlie Austin    | Queens Park Rangers  | 18   |
| 5.  | Alexis Sánchez    | Arsenal              | 16   |
| 6.  | Saido Berahino    | West Bromwich Albion | 14   |
| 6.  | Olivier Giroud    | Arsenal              | 14   |
| 6.  | Eden Hazard       | Chelsea              | 14   |
| 9.  | Christian Benteke | Aston Villa          | 13   |
| 10. | Graziano Pellè    | Southampton          | 12   |
| 10. | Wayne Rooney      | Manchester United    | 12   |
| 10. | David Silva       | Manchester City      | 12   |

#### Hattricky
| Hráč              | Klub                | Soupeř               | Skóre | Datum             |
| ----------------- | ------------------- | -------------------- | ----- | ----------------- |
| Diego Costa       | Chelsea             | Swansea City         | 4:2   | 13. září 2014     |
| Sergio Agüero4    | Manchester City     | Tottenham Hotspur    | 4:1   | 18. října 2014    |
| Charlie Austin    | Queens Park Rangers | West Bromwich Albion | 3:2   | 20. prosince 2014 |
| Jonathan Walters  | Stoke City          | Queens Park Rangers  | 3:1   | 31. ledna 2015    |
| Harry Kane        | Tottenham Hotspur   | Leicester City       | 4:3   | 21. března 2015   |
| Christian Benteke | Aston Villa         | Queens Park Rangers  | 3:3   | 7. dubna 2015     |
| Yannick Bolasie   | Crystal Palace      | Sunderland           | 4:1   | 11. dubna 2015    |
| Sergio Agüero     | Manchester City     | Queens Park Rangers  | 6:0   | 10. května 2015   |
| Sadio Mané        | Southampton         | Aston Villa          | 6:1   | 16. května 2015   |
| Theo Walcott      | Arsenal             | West Bromwich Albion | 4:1   | 24. května 2015   |

4 Hráč vstřelil 4 góly

#### Nejlepší asistenti
|    | Hráč             | Klub                 | Asistence |
| -- | ---------------- | -------------------- | --------- |
| 1. | Cesc Fàbregas    | Chelsea              | 18        |
| 2. | Santi Cazorla    | Arsenal              | 11        |
| 3. | Chris Brunt      | West Bromwich Albion | 10        |
| 3. | Ángel Di María   | Manchester United    | 10        |
| 3. | Gylfi Sigurðsson | Swansea City         | 10        |
| 6. | Leighton Baines  | Everton              | 9         |
| 6. | Eden Hazard      | Chelsea              | 9         |
| 6. | Jordan Henderson | Liverpool            | 9         |
| 9. | Sergio Agüero    | Manchester City      | 8         |
| 9. | Oscar            | Chelsea              | 8         |
| 9. | Stewart Downing  | West Ham United      | 8         |
| 9. | Jesús Navas      | Manchester City      | 8         |
| 9. | Matt Phillips    | Queens Park Rangers  | 8         |
| 9. | Alexis Sánchez   | Arsenal              | 8         |
| 9. | Jamie Vardy      | Leicester City       | 8         |

### Čistá konta
|     | Hráč              | Klub                 | Čistá konta |
| --- | ----------------- | -------------------- | ----------- |
| 1.  | Joe Hart          | Manchester City      | 14          |
| 2.  | Łukasz Fabiański  | Swansea City         | 13          |
| 2.  | Fraser Forster    | Southampton          | 13          |
| 2.  | Simon Mignolet    | Liverpool            | 13          |
| 5.  | Thibaut Courtois  | Chelsea              | 12          |
| 6.  | Ben Foster        | West Bromwich Albion | 11          |
| 6.  | Costel Pantilimon | Sunderland           | 11          |
| 8.  | David de Gea      | Manchester United    | 10          |
| 8.  | Tom Heaton        | Burnley              | 10          |
| 10. | Brad Guzan        | Aston Villa          | 9           |

### Disciplína

#### Hráči
- Nejvíce žlutých karet: 14[69]
  -  Lee Cattermole (Sunderland)
- Nejvíce červených karet: 2[69]
  -  Tom Huddlestone (Hull City)
  -  Paul Konchesky (Leicester City)
  -  Kyle Naughton (Tottenham Hotspur)
  -  Moussa Sissoko (Newcastle United)
  -  Mike Williamson (Newcastle United)

#### Klub
- Nejvíce žlutých karet: 94[70]
  - Sunderland
- Nejvíce červených karet: 7[70]
  - Aston Villa
  - Newcastle United

## Ocenění

### Měsíční
| Měsíc    | Trenér měsíce     | Trenér měsíce        | Hráč měsíce       | Hráč měsíce         | Reference |
| Měsíc    | Trenér            | Klub                 | Hráč              | Klub                | Reference |
| -------- | ----------------- | -------------------- | ----------------- | ------------------- | --------- |
| Srpen    | Garry Monk        | Swansea City         | Diego Costa       | Chelsea             | [ 71 ]    |
| Září     | Ronald Koeman     | Southampton          | Graziano Pellè    | Southampton         | [ 72 ]    |
| Říjen    | Sam Allardyce     | West Ham United      | Diafra Sakho      | West Ham United     | [ 73 ]    |
| Listopad | Alan Pardew       | Newcastle United     | Sergio Agüero     | Manchester City     | [ 74 ]    |
| Prosinec | Manuel Pellegrini | Manchester City      | Charlie Austin    | Queens Park Rangers | [ 75 ]    |
| Leden    | Ronald Koeman     | Southampton          | Harry Kane        | Tottenham Hotspur   | [ 76 ]    |
| Únor     | Tony Pulis        | West Bromwich Albion | Harry Kane        | Tottenham Hotspur   | [ 77 ]    |
| Březen   | Arsène Wenger     | Arsenal              | Olivier Giroud    | Arsenal             | [ 78 ]    |
| Duben    | Nigel Pearson     | Leicester City       | Christian Benteke | Aston Villa         | [ 79 ]    |

### Roční ocenění
| Ocenění                              | Vítěz         | Klub              |
| ------------------------------------ | ------------- | ----------------- |
| Premier League Manager of the Season | José Mourinho | Chelsea           |
| Premier League Player of the Season  | Eden Hazard   | Chelsea           |
| PFA Players' Player of the Year      | Eden Hazard   | Chelsea           |
| PFA Young Player of the Year         | Harry Kane    | Tottenham Hotspur |
| Hráč roku dle FWA                    | Eden Hazard   | Chelsea           |

| PFA Team of the Year | PFA Team of the Year             | PFA Team of the Year             | PFA Team of the Year             | PFA Team of the Year             | PFA Team of the Year             | PFA Team of the Year             | PFA Team of the Year             | PFA Team of the Year             | PFA Team of the Year             | PFA Team of the Year             | PFA Team of the Year             | PFA Team of the Year             |
| -------------------- | -------------------------------- | -------------------------------- | -------------------------------- | -------------------------------- | -------------------------------- | -------------------------------- | -------------------------------- | -------------------------------- | -------------------------------- | -------------------------------- | -------------------------------- | -------------------------------- |
| Brankář              | David de Gea (Manchester United) | David de Gea (Manchester United) | David de Gea (Manchester United) | David de Gea (Manchester United) | David de Gea (Manchester United) | David de Gea (Manchester United) | David de Gea (Manchester United) | David de Gea (Manchester United) | David de Gea (Manchester United) | David de Gea (Manchester United) | David de Gea (Manchester United) | David de Gea (Manchester United) |
| Obránci              | Branislav Ivanović (Chelsea)     | Branislav Ivanović (Chelsea)     | Branislav Ivanović (Chelsea)     | John Terry (Chelsea)             | John Terry (Chelsea)             | John Terry (Chelsea)             | Gary Cahill (Chelsea)            | Gary Cahill (Chelsea)            | Gary Cahill (Chelsea)            | Ryan Bertrand (Southampton)      | Ryan Bertrand (Southampton)      | Ryan Bertrand (Southampton)      |
| Záložníci            | Alexis Sánchez (Arsenal)         | Alexis Sánchez (Arsenal)         | Alexis Sánchez (Arsenal)         | Nemanja Matić (Chelsea)          | Nemanja Matić (Chelsea)          | Nemanja Matić (Chelsea)          | Philippe Coutinho (Liverpool)    | Philippe Coutinho (Liverpool)    | Philippe Coutinho (Liverpool)    | Eden Hazard (Chelsea)            | Eden Hazard (Chelsea)            | Eden Hazard (Chelsea)            |
| Útočníci             | Diego Costa (Chelsea)            | Diego Costa (Chelsea)            | Diego Costa (Chelsea)            | Diego Costa (Chelsea)            | Diego Costa (Chelsea)            | Diego Costa (Chelsea)            | Harry Kane (Tottenham Hotspur)   | Harry Kane (Tottenham Hotspur)   | Harry Kane (Tottenham Hotspur)   | Harry Kane (Tottenham Hotspur)   | Harry Kane (Tottenham Hotspur)   | Harry Kane (Tottenham Hotspur)   |

## Vítěz
| Premier League 2014/15 Chelsea (5. titul) |